# Gerhard Ebenbichler
Gerhard Ebenbichler (* 21. Oktober 1896 in Innsbruck; † 2. Mai 1966 ebenda) war ein österreichischer Politiker (VdU) und Kaufmann. Er war von 1949 bis 1956 Abgeordneter zum Nationalrat.
Ebenbichler besuchte nach der Volksschule ein Untergymnasium und wechselte in der Folge an eine Oberrealschule. Danach studierte er an der Militärakademie in Wien. Ebenbichler erlernte den Beruf des Kaufmanns und machte sich 1925 in diesem Beruf selbständig. Politisch engagierte er sich ab 1948 Mitglied des Verbandes der Verfassungstreuen und wurde 1949 Vorstandsmitglied des Verbandes der Unabhängigen. Den Verband der Unabhängigen bzw. die Wahlpartei der Unabhängigen vertrat er in der Folge auch vom 8. November 1949 bis zum 8. Juni 1956 im Nationalrat.